# Mitsui Kinzoku Kōgyō
Mitsui Kinzoku Kōgyō K.K. (jap. 三井金属鉱業株式会社, ~ Kabushiki-gaisha, engl. Mitsui Mining & Smelting Co., Ltd.) ist ein japanisches Unternehmen der Mitsui Group, das in verschiedenen Bereichen aktiv ist. Das traditionelle Geschäft besteht im Bergbau und dem Betrieb von Zink-, Blei- und Kupferhütten.
Heute werden außerdem Batteriematerialien, Katalysatoren, Kupferfolie, Metallpulver, Keramiken, PVD-Targetmaterialien sowie Türschlösser für Autos hergestellt.
1874 erwarb die Familie Mitsui ein Bergwerk bei Kamioka. 1950 wurde Mitsui Kinzoku Kōgyō von Mitsui Kōzan abgespalten.